# Out of My Mind
Out of My Mind är en amerikansk dramafilm som hade premiär på strömningstjänsten Disney+ den 22 november 2024. Den är regisserad av Amber Sealey, efter ett manus skrivet av Sharon M. Draper och Daniel Stiepleman.

## Handling
Filmen kretsar kring Melody Brooks som går i sjätte klass. Hon har cerebral palsy men eftersom hon inte kan prata och sitter i rullstol behandlas hon inte på samma sätt som sina klasskamrater. När en lärare upptäcker hennes potential får hon delta i undervisningen som andra där hon visar att det hon har att säga är viktigare än hur hon säger det.

## Rollista (i urval)
- Phoebe-Rae Taylor – Melody Brooks
  - Jennifer Aniston – Melodys inre röst
- Rosemarie DeWitt – Diane
- Luke Kirby – Chuck
- Judith Light – Mrs. V.
- Michael Chernus – Mr. Dimming